# Saint-Martin-des-Besaces
Saint-Martin-des-Besaces (Ausspracheⓘ) ist eine ehemalige französische Gemeinde mit 1.193 Einwohnern (Stand 1. Januar 2022), den Besaçais, im Département Calvados in der Region Normandie.
Am 1. Januar 2016 wurde Saint-Martin-des-Besaces im Zuge einer Gebietsreform zusammen mit 19 benachbarten Gemeinden, die wie Saint-Martin-des-Besaces alle dem aufgelösten Gemeindeverband Bény-Bocage angehörten, als Ortsteil in die neue Gemeinde Souleuvre en Bocage eingegliedert.

## Geografie
Saint-Martin-des-Besaces liegt rund 22 Kilometer nördlich von Vire-Normandie und etwa in gleicher Entfernung südöstlich von Saint-Lô. Im Westen grenzt das Département Manche an das Ortsgebiet. Direkt neben Saint-Martin-des-Besaces verläuft die Autoroute A84.

## Bevölkerungsentwicklung
| Jahr                             | 1793  | 1836  | 1876  | 1926  | 1946  | 1968  | 1990 | 2013  |
| Einwohner                        | 1.242 | 1.510 | 1.372 | 1.202 | 1.096 | 1.063 | 986  | 1.174 |
| Quelle: Cassini, EHESS und INSEE |       |       |       |       |       |       |      |       |

## Sehenswürdigkeiten
- Kirche Saint-Martin aus dem 18. Jahrhundert
- Kirche Notre-Dame in La Ferrière-au-Doyen, einer ebenfalls ehemaligen Gemeinde, die 1973 in Saint-Martin-des-Besaces aufging
- Priorei
- Markthalle aus dem 19. Jahrhundert

## Politik
Mit der britischen Gemeinde Slaugham in West Sussex besteht seit 1974 eine Partnerschaft.

## Söhne und Töchter der Stadt
- René Biolay (1902–1945), Autorennfahrer
- Jean Barriol (1909–1989), Chemiker und Gründungsrektor der Universität des Saarlandes